# 伊東維年
伊東 維年（いとう つなとし、1945年10月1日- ）は、日本の経済学者、熊本学園大学名誉教授。
佐賀県生まれ。1969年佐賀大学文理学部経済学科卒、1977年九州大学大学院経済学研究科博士課程満期退学、1995年「戦後地方工業の展開 熊本県工業の研究」で経済学博士。熊本商科大学助教授、校名変更で熊本学園大学経済学部助教授、教授、2016年定年退職し、名誉教授となる。地域経済が専門。

## 著書
- 『戦後地方工業の展開 熊本県工業の研究』ミネルヴァ書房 1992
- 『テクノポリス政策の研究』日本評論社 1998
- 『地産地消と地域活性化』日本評論社 2012
- 『シリコンアイランド九州の半導体産業 リバイタリゼーションへのアプローチ』日本評論社 2015

### 共編著
- 『先端産業と地域経済』井上吉男共編著 ミネルヴァ書房 1989
- 『検証日本のテクノポリス』田中利彦,中野元,鈴木茂共著 日本評論社 1995
- 『地域産業の情報化』鈴木信雄, 田中利彦,山中進,宇野史郎共著 同文館出版 1995
- 『ベンチャー支援制度の研究』鈴木茂,荒井勝彦, 田中利彦,勝部伸夫共著 文眞堂 2002
- 『日本のIC産業 シリコン列島の変容』編著 ミネルヴァ書房 2003
- 『地域ルネッサンスとネットワーク』仲村政文,蔦川正義共編著 ミネルヴァ書房 Minerva現代経済学叢書 2005
- 『地域産業の再生と雇用・人材』下平尾勲,柳井雅也共編著 日本評論社 2006
- 『地産地消 豊かで活力のある地域経済への道標』下平尾勲,柳井雅也共著 日本評論社 2009
- 『現代の地域産業振興策 地域産業活性化への類型分析』田中利彦,出家健治,下平尾勲,柳井雅也共著 ミネルヴァ書房 Minerva現代経済学叢書 2011
- 『産業集積の変貌と地域政策 グローカル時代の地域産業研究』柳井雅也共編著 ミネルヴァ書房 Minerva現代経済学叢書 2012
- 『グローバルプレッシャー下の日本の産業集積』山本健兒,柳井雅也共編著 日本経済評論社 2014
- 『熊本地震と地域産業』鹿嶋洋共編著 日本評論社 2018
- 『熊本地震と熊本県の工業 熊本県工業連合会の復旧・復興支援活動の記録』鹿嶋洋,根岸裕孝共編著 成文堂 2019

### 翻訳
- O.フィルマン, U.ヴッパーフェルト, J.ラーナー『ベンチャーキャピタルとベンチャービジネス アメリカとドイツの比較』荒井勝彦, 鈴木茂, 勝部伸夫,田中利彦共訳 日本評論社 2000

### 記念論集
- 『グローカル時代の地域研究 伊東維年教授退職記念論集』編著 日本経済評論社 2017

## 論文
- <伊東維年